# ماري ديفيدز
ماري ديفيدز (بالألمانية: Marie Davids)‏ هي رسامة ألمانية، ولدت في 5 مارس 1847 في رندسبورغ في ألمانيا، وتوفيت في 1905.